# Dana Burešová
Dana Burešová (* 2. ledna 1967 Most) je česká operní pěvkyně-sopranistka, sólistka Opery Národního divadla.

## Životopis
Studovala na střední pedagogické škole (specializace hudba a hudební výchova) a zpívala v hudebním triu. Současně soukromě studovala zpěv u profesorky Dagmar Součkové. Později vystudovala zpěv na Pražské konzervatoři ve třídě profesorky Brigity Šulcové. Během studií se také zúčastnila hudebních kurzů ve Výmaru u profesora Pavla Lisiciana.

### Angažmá
Již v pátém ročníku konzervatoře se stala sólistkou opery Jihočeského divadla v Českých Budějovicích. Na základě vítězství v konkurzu na roli Mařenky v Prodané nevěstě pak byla v sezoně 1992/1993 angažována jako sólistka v Opeře Národního divadla.
S Operou Národního divadla se zúčastnila několika úspěšných turné po Japonsku, hostovala také ve Spojených státech amerických v městech Baltimore, Boston a ve Spojeném království, v Londýně s BBC Symphony Orchestra a v dalších zemích.

### Další činnost
Věnuje se také koncertní činnosti, kde uplatňuje svůj hlas na nahrávkách operních děl a písní. Vystupuje rovněž na Pražském jaru. Spolupracovala se souborem Musica Antiqua Praha, se kterou připravila nahrávky barokní a české lidové hudby. S tímto programem hostovala v řadě evropských zemí. Dále spolupracovala a i nadále spolupracuje s řadou významných dirigentů jakým je Jiří Bělohlávek, Charles Mackerras, Vladimir Ashkenazy, Oliver Dohnányi, Jiří Kout, John Fiore a další. Od roku 2013 vyučuje zpěv na Pražské konzervatoři.

### Rodina
Její manžel je flétnistou orchestru Národního divadla. Mají spolu tři děti – Annu, Jana a Terezu.

## Ocenění
- 2008 – Cena Thálie v oboru opera (za mimořádný jevištní výkon v roli Alžběty ve Wagnerově opeře Tannhäuser)
- 2014 – Výroční cena internetového portálu Opera Plus za nejlepší operní výkony v sezoně 2013/2014

## Operní role, výběr
- 1990 W. A. Mozart: Don Giovanni, Zerlina, Jihočeské divadlo (České Budějovice)
- 1991 Antonín Dvořák: Rusalka, Kuchtík, Jihočeské divadlo (České Budějovice)
- 1992 Bedřich Smetana: Prodaná nevěsta, Mařenka, Národní divadlo, režie Pavel Šmok
- 1993 Antonín Dvořák: Jakobín, Terinka, Národní divadlo, režie Josef Průdek
- 1994 P. I. Čajkovskij: Eugen Oněgin, Taťána, Národní divadlo, režie Franz Winter
- 1998 Antonín Dvořák: Rusalka, Rusalka, Národní divadlo, režie Alena Vaňáková
- 1999 Bedřich Smetana: Prodaná nevěsta, Mařenka, Národní divadlo, režie Josef Průdek
- 1999 Georges Bizet: Carmen, Micaela, Národní divadlo, režie Jozef Bednárik
- 2001 Bedřich Smetana: Čertova stěna, Hedvika, Národní divadlo, režie David Pountney
- 2001 Bedřich Smetana: Dalibor, Jitka, Národní divadlo, režie Jan Antonín Pitínský
- 2001 W. A. Mozart: Kouzelná flétna, První dáma, předpremiérové turné Japonsko/Stavovské divadlo, režie David Radok
- 2001 W. A. Mozart: Le nozze di Figaro – Figarova svatba, La contessa di Almaviva, Stavovské divadlo, režie Josef Průdek
- 2004 Engelbert Humperdinck: Perníková chaloupka, Gretel, Národní divadlo Brno, režie Jan Kačer
- 2004 Bedřich Smetana: Prodaná nevěsta, Mařenka, Národní divadlo, režie Jiří Nekvasil
- 2005 Leoš Janáček: Její pastorkyňa, Jenůfa, Národní divadlo, režie Jiří Nekvasil
- 2005 Giuseppe Verdi: Aida, Kněžka, Národní divadlo, režie Steffen Piontek
- 2006 W. A. Mozart, Richard Rentsch: Mozart? Mozart! (balet), Soprán-zpěv, Národní divadlo
- 2007 Bedřich Smetana: Hubička,Vendulka, Zámek Litomyšl/Národní divadlo, režie Marián Chudovský
- 2008 Richard Wagner: Tannhäuser, Elisabeth, Národní divadlo Brno, režie Ladislav Štros
- 2008 Bedřich Smetana: Prodaná nevěsta, Mařenka, Národní divadlo, režie Magdalena Švecová
- 2009 P. I. Čajkovskij: Eugen Oněgin, Taťána, Národní divadlo, režie Andrei Serban
- 2009 Antonín Dvořák: Rusalka, Rusalka, Národní divadlo, režie Jiří Heřman
- 2009 Bohuslav Martinů: Hry o Marii, Ženich, Paskalina, Národní divadlo, režie Jiří Heřman
- 2010 Leoš Janáček: Šárka, Šárka, Divadlo Antonína Dvořáka, Ostrava, režie ROCC
- 2011 Antonín Dvořák: Jakobín, Julie, Národní divadlo, režie Jiří Heřman
- 2012 Antonín Dvořák: Armida, Armida, Divadlo Antonína Dvořáka, Ostrava, režie Jiří Nekvasil
- 2013 Bedřich Smetana: Dvě vdovy, Anežka, Národní divadlo, režie Jiří Nekvasil
- 2014 Bedřich Smetana: Libuše, Libuše, Národní divadlo, režie Petr Novotný[5]
- 2014 Bedřich Smetana: Čertova stěna, Hedvika, hraběnka ze Šauenburka, Divadlo Antonína Dvořáka, Ostrava, režie Jiří Nekvasil
- 2014 Zdeněk Fibich: Pád Arkuna, Helga, Národní divadlo, režie Jiří Heřman
- 2014 Richard Wagner: Tannhäuser, Alžběta, Státní opera, režie Andrejs Žagars
- 2015 P. I. Čajkovskij: Jolanta, Jolanta, Národní divadlo, režie Dominik Beneš
- 2017 Richard Wagner: Lohengrin, Elsa von Brabant, Národní divadlo, režie Katharina Wagner

## Významná zahraniční vystoupení
- 2007 Bedřich Smetana: Prodaná nevěsta, Mařenka, Lyric Opera Baltimore
- 2011 Bedřich Smetana: Prodaná nevěsta, Mařenka (koncertní provedení), s BBC Symphony Orchestra (dirigent Jiří Bělohlávek) v Barbican Hall London
- 2012 Antonín Dvořák: Jakobín, Julie (koncertní provedení), s BBC Symphony Orchestra (dirigent Jiří Bělohlávek) v Barbican Hall London
- 2014 Richard Wagner: Tannhäuser, Alžběta, s Freiburg Theater (dirigent Fabrice Bollom)
- 2015 Bedřich Smetana: Dalibor, Milada (koncertní provedení), s BBC Symphony Orchestra (dirigent Jiří Bělohlávek) v Barbican Hall London
- 2016 Antonín Dvořák: Dimitrij, Marina (koncertní provedení), Odyssey Opera Boston[6]